# Agapetes rugosus
Agapetes rugosus là một loài thực vật có hoa trong họ Thạch nam. Loài này được (Hook.f.) Harid. & R.R.Rao mô tả khoa học đầu tiên năm 1987.